# Māris Gulbis
Māris Gulbis (ur. 23 września 1971 w Kuldygze) – łotewski polityk i prawnik, w latach 2002–2004 minister spraw wewnętrznych, poseł na Sejm, założyciel i przewodniczący ugrupowania Jaunie Demokrāti (2005–2008).

## Życiorys
Ukończył w 1994 studia prawnicze na Uniwersytecie Łotwy. Pracował jako prawnik, był też dyrektorem przedstawicielstwa szwajcarskiego funduszu na Łotwie. W 1996 objął stanowisko głównego notariusza Rejestru Przedsiębiorstw Republiki Łotewskiej.
Dołączył do ugrupowania Nowa Era, z jego ramienia w 2002 uzyskał mandat posła na Sejm VIII kadencji. Od listopada 2002 do marca 2004 sprawował urząd ministra spraw wewnętrznych w rządzie Einarsa Repšego. Powrócił następnie do wykonywania mandatu poselskiego, zasiadając w łotewskim parlamencie do 2006, kiedy to bezskutecznie ubiegał się o reelekcję. W międzyczasie w październiku 2004 odszedł z Nowej Ery, zakładając ruch pod nazwą Jauno demokrātu kustība, który w 2005 przekształcił się w ugrupowanie pod nazwą Jaunie Demokrāti. Māris Gulbis do 2008 był jego przewodniczącym.
Zajął się prowadzeniem działalności gospodarczej jako właściciel spółki „Turaidas nami”, a także prezes zarządu przedsiębiorstwa „Park & fly easy”. Kontynuował również działalność polityczną. Był m.in. członkiem Nowej Partii Konserwatywnej, a w 2019 został doradcą ministra Sandisa Ģirģensa.

## Życie prywatne
Trzykrotnie rozwiedziony. Jego pierwsza żona Elizabete Bruksle kandydowała w 2009 na urząd burmistrza Rygi. Jest ojcem pięciorga dzieci.